# Zbigniew Morawski
Zbigniew Morawski (ur. ok. 1956, zm. 8 stycznia 2019 we Wrocławiu) – polski dziennikarz i specjalista do spraw mediów, komunikacji i public relations.

## Życiorys
Był absolwentem Akademii Wychowania Fizycznego we Wrocławiu. Pod koniec lat 80. XX wieku, debiutował jako dziennikarz. Pracował między innymi we wrocławskiej redakcji „Gazety Wyborczej”, a następnie w Radio Eska, TVP Wrocław oraz „Przekroju”. Był także zastępcą redaktora naczelnego w dzienniku „Wieczór Wrocławia”. Od 2007 był szefem biura prasowego prezydenta Wrocławia Rafała Dutkiewicza, jednocześnie od 2008 reprezentując prezydenta w pracach Komisji Konkursowej Dolnośląskiego Konkursu Filmowego. 
Zmarł 8 stycznia 2019 i 11 stycznia tego samego roku został pochowany na cmentarzu św. Maurycego przy ul. Działkowej, koło Skowroniej Góry. W uroczystościach pogrzebowych udział wziął prezydent Wrocławia Jacek Sutryk, oraz były prezydent Rafał Dutkiewicz.